# 潘恩区
潘恩区（Penn Quarter）是华盛顿哥伦比亚特区的一个社区，位于西北区的下城以东，宾夕法尼亚大道以北。其边界并不确定，大致是沿着F街（从5街到10街），在北侧的H街，潘恩区与华府华埠紧邻或部分重叠。潘恩区在过去几十年中已重新焕发活力， 首先受到宾夕法尼亚大道开发公司的刺激，后来在1990年代的经济衰退之后，又受到1997年开幕的体育，音乐会和活动场地威訊中心的促进。潘恩区现在拥有各种娱乐和商业设施，包括博物馆，剧院，餐馆，酒吧和当代艺术画廊。该地区还拥有一个受欢迎的农贸市场和食品，葡萄酒，艺术和节日文化。
位于或靠近潘恩区的景点包括：
- 各各他浸信会教堂
- 加拿大大使馆
- 犯罪与刑罚博物馆
- 福特剧院
- 歌德学院
- 国际间谍博物馆

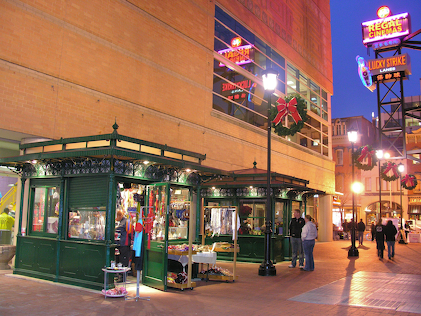
夜晚的潘恩区

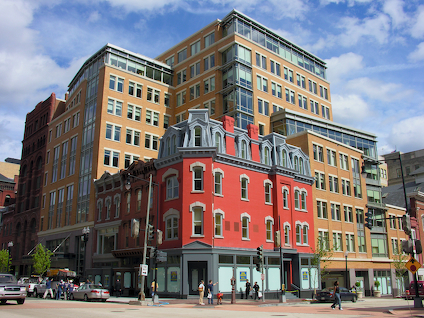
F街大西洋大厦

- 約翰·埃德加·胡佛大樓 - 美國聯邦調查局总部
- 兰斯伯格旗舰百货大厦 - 现已解散
- 华盛顿杜莎夫人蜡像馆
- 美国国家科学院
- 国际女性艺术博物馆
- 国立建筑博物馆
- 美国国家画廊
- 新闻博物馆
- 彼得森住所
- 哈曼艺术中心的莎士比亚剧院 - 包括兰斯伯格剧院和哈曼音乐厅
- 史密森尼美国艺术博物馆
- 天主之母堂
- 苏勒故居
- 试金石画廊
- 美国海军纪念馆
- 威訊中心
- 长毛象剧院
- 天顶画廊